# 모리셔스 크리올

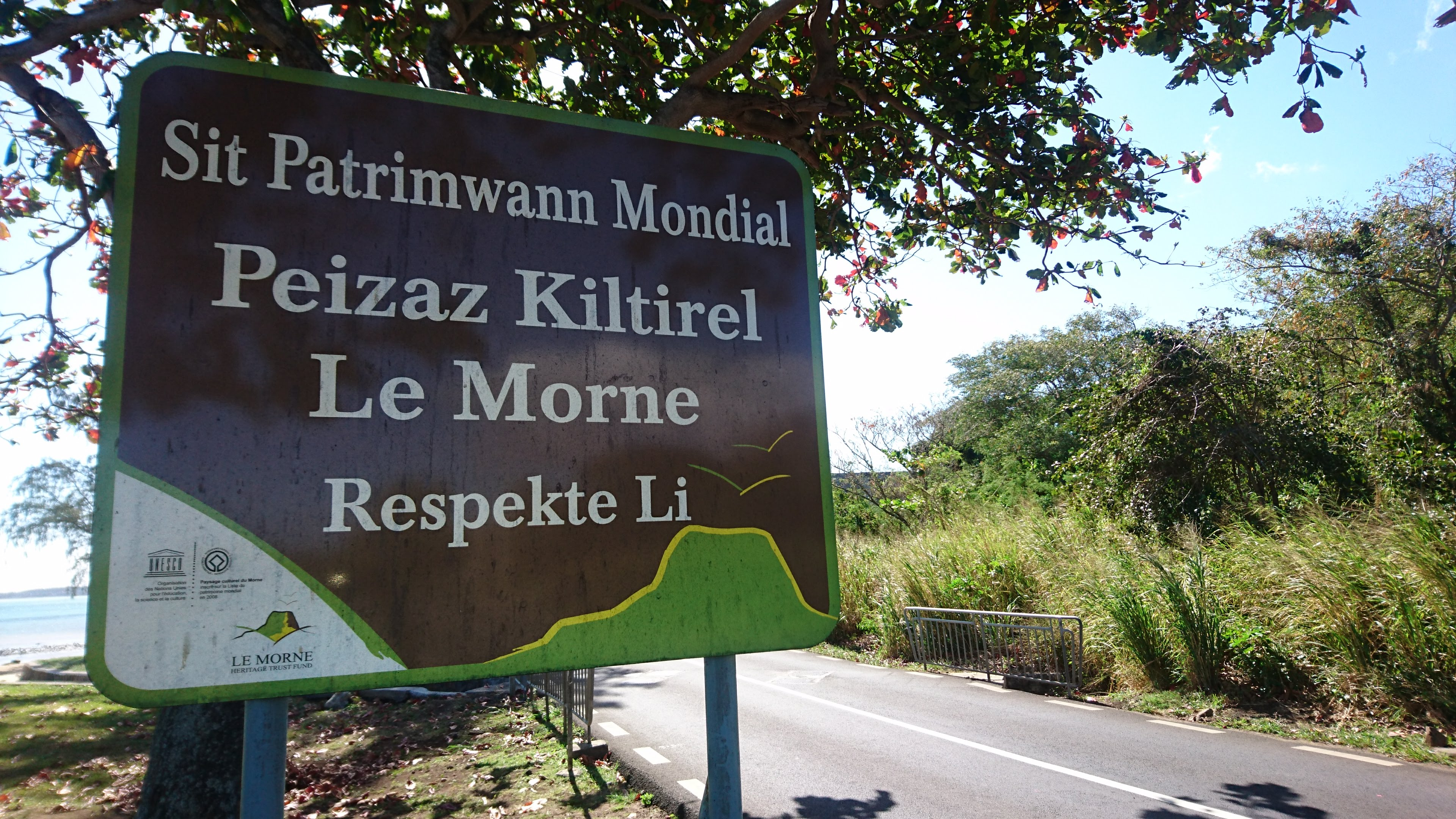

모리셔스 크리올(Kreol Morisyen) 또는 모리스얀어는 모리셔스에서 쓰이는 프랑스어가 바탕이 된 크리올이다.

## 사회적 위치
정부 공용어는 영어이고, 교육은 주로 프랑스어로 이루어지고 있으나, 일상적으로 널리 쓰이는 교통어(交通語)로는 모리셔스 크리올이 쓰인다. 이것은 모리셔스의 민족구성이 다양하여, 서로 다른 민족집단 사이에 의사소통에 필요하고, 크리올이 여기에 잘 들어맞기 때문이다. 모리셔스에는 인도계, 중국계, 아프리카계 등의 여러 집단이 섞여 살고 있다.

## 언어적 위치
모리셔스 크리올은 프랑스어계 단어로 재어휘화된 크리올로서, 특히 세이셸 크리올과 가장 가깝다. 다만, 법적으로 공용어의 지위는 얻지 못하고 있다.

## 같이 보기
- 크리올 (언어학)
- 차고스 크리올
- 세이셸 크리올